# Kidrî, Volodîmîreț
Kidrî (în ucraineană Кідри) este o comună în raionul Volodîmîreț, regiunea Rivne, Ucraina, formată numai din satul de reședință.

## Demografie
Componența lingvistică a comunei Kidrî
     Ucraineană (99,03%)
     Alte limbi (0,87%)
Conform recensământului din 2001, majoritatea populației comunei Kidrî era vorbitoare de ucraineană (99,03%), existând în minoritate și vorbitori de alte limbi.